# 10480 Jennyblue
10480 Jennyblue è un asteroide della fascia principale. Scoperto nel 1982, presenta un'orbita caratterizzata da un semiasse maggiore pari a 2,2683149 UA e da un'eccentricità di 0,0837396, inclinata di 2,69374° rispetto all'eclittica. È dedicato a Jennifer Blue, astronoma statunitense. 